# Авл Постумій Альбін Регіллен (військовий трибун з консульською владою 397 року до н. е.)
Авл Посту́мій Альбі́н Регілле́н (лат. Aulus Postumius Albinus Regillensis; V—IV століття до н. е.) — політичний, державний і військовий діяч Римської республіки, військовий трибун з консульською владою (консулярний трибун) 397 року до н. е.

## Біографічні відомості
Походив з патриціанського роду Постуміїв. Про батьків, дитячі й молоді роки відомостей немає.
У 397 році до н. е. разом з Луцієм Юлієм Юлом, Публієм Корнелієм Малугіненом, Луцієм Сергієм Фіденатом, Луцієм Фурієм Медулліном, Авлом Манлієм Вульсоном Капітоліном його було обрано військовим трибуном з консульською владою. Під час своєї каденції, коли жителі міста Тарквіній здійснили напад на землі Римської республіки, він і Луцій Юлій Юл зібрали загін з добровольців, напали на ворога, розбили його і повернули награбоване власникам. Інші трибуни вели військові дії проти вольсків, еквів і Вейїв. Втім невдовзі Луцій Юлій Юл і Авл Постумій Альбін склали свої повноваження через похибку під час їхнього обрання.
З того часу про подальшу долю Авла Постумія Альбіна Регіллена згадок немає.